# Dionizy (papież)
Dionizy (ur. w Grecji, zm. 26 grudnia 268 w Rzymie) – święty Kościoła katolickiego, 25. papież w okresie od 22 lipca 259 do 26 grudnia 268.

## Życiorys
Z pochodzenia był najprawdopodobniej Grekiem. Za pontyfikatu swojego poprzednika, Sykstusa, korespondował z Dionizym z Aleksandrii na temat ponownego chrztu apostatów i wspierał ówczesnego papieża w dążeniu do zgody pomiędzy Kościołem Rzymskim i Kościołami Afryki Północnej. Z powodu prześladowań chrześcijan, został wybrany na papieża, dopiero po śmierci cesarza Waleriana I. Według Liber Pontificalis, zreorganizował kościół, w swojej metropolii wyznaczył granice diecezji, przydzielił kapłanów do opieki nad cmentarzami i świątyniami. Dbał o poprawność wiary, do Aleksandrii wysłał m.in. dwa listy: do Dionizego Wielkiego list prywatny o wyjaśnienie głoszonej doktryny, a do wiernych rozprawiający się z błędną doktryną. Badaniem tych spraw zajął się zwołany przez niego synod, na którym potępiono Pawła z Samosaty.
Do mieszkańców zniszczonej najazdem Scytów Cezarei Kapadockiej wysłał list oraz sporą sumę pieniędzy na wykup wiernych i naprawę zniszczeń. Dionizy jest pierwszym papieżem, który nie jest uważany za męczennika. Zmarł 26 grudnia 268. Został pochowany w katakumbach św. Kaliksta.
W ikonografii przedstawiany jest w szatach papieskich z księgą w dłoni.
Jego święto jest obchodzone 26 grudnia.